# Taenaris ferdinandi
Taenaris ferdinandi är en fjärilsart som beskrevs av Hans Fruhstorfer 1904. Taenaris ferdinandi ingår i släktet Taenaris och familjen praktfjärilar. Inga underarter finns listade i Catalogue of Life.